# Pannenkoeken van Pierehaar
Pannenkoeken van Pierehaar is het 266e stripverhaal van Jommeke. De reeks wordt getekend door Studio Jef Nys.Het album verscheen op 4 september 2013.

## Personages
- Jommeke, Filiberke, De Miekes, Professor Gobelijn, Kwak en Boemel, Koningin van Onderland, Zazof, Pierehaar, Hakeneus en Steketand.

## Verhaal
De drie heksen Hakeneus, Steketand en Pierehaar willen wraak nemen op Jommeke en roepen de hulp in van de koningin van Onderland. Er ontstaat een plan om een einde te maken aan de belevenissen van Jommeke. De drie heksen ondergaan een schoonheidskuur waardoor ze onherkenbaar zijn en krijgen de opdracht een pannenkoekenhuisje te openen aan de rand van het bos. Ondertussen maakt Filiberke, verkleed als kabouter Knaagtand, zijn opwachting. Volgens hem is onheil op komst, dit wil Jommeke echter niet geloven.
Bij de opening van het pannenkoekenhuisje worden alle kinderen van Zonnedorp uitgenodigd. Een dag later worden alleen Jommeke en Filiberke uitgenodigd voor een speciaal pannenkoekenrecept. De heksen bewerken enkele pannenkoeken met een slaapmiddel. Het plan mislukt echter daar Kwak en Boemel uitgehongerd langskomen en deze pannenkoeken opeten. De volgende dag gaan Jommeke en Filiberke langs baron Huppelvoet, die op zoek is naar een vrouw. Jommeke vindt Pierandella (Pierehaar in vermomming) de ideale vrouw. Hij mengt ongemerkt een liefdesdrank in de drankjes van Huppelvoet en Pierandella. Ze worden verliefd op elkaar. Ondertussen is de heks Steketand op zoek naar haar tand die ze kwijtspeelde tijdens de schoonheidskuur. De heks Hakeneus heeft echter nog een plan om Jommeke en zijn vriendjes te vangen. Ze richt een schuurtje in als heksenhuisje waar ze als heks griezelverhalen vertelt. Jommeke en Filiberke vinden de tand van Steketand bij Kwak en Boemel. Professor Gobelijn onderzoekt deze en vertelt dat de tand bestanddelen bevat die alleen bij heksen voorkomen. Jommeke en Filiberke ontdekken dat de drie heksen en de koningin van Onderland hierachter zitten. Hakeneus wordt als eerste gevangen voor ze haar plan kan voltooien. Vervolgens worden ook Steketand, die haar tand zoekt en Pierehaar, die nog bij baron Huppelvoet is gevangen. De heksen worden in slaap gebracht met het groene gas van de professor en naar drie verschillende oorden gebracht. Door een plan van Filiberke belandt de koningin van Onderland weer in de instelling 'De Zoete Rust'.

## Fouten
- Tekstfoutjes op pagina's 17, 22 en 48. Schooheidskuur wordt beter schoonheidskuur, vertouwen wordt beter vertrouwen en gorillas moet gorilla's zijn.

## Achtergronden bij het verhaal
- De drie heksen kwamen eerder voor in album 14, album 168 en album 197.
- Subtiele verwijzingen zijn er naar album 14. Zoals de neus van Hakeneus die recht wordt getrokken en de tand van Steketand die ze verloor.
- Ook wordt er verwijzing gemaakt naar de kabouters, Langteen en Schommelbuik. Deze beleven eerder tweemaal een avontuur in album 14 en album 168. Ze hebben ook hun eigen stripreeks Met Langteen en Schommelbuik voorwaarts.
- De eerste cover van dit album geeft licht in het donker. Het album heeft eveneens een tweede cover die beperkt te koop is. Tevens is er een pagina toegevoegd met de belangrijkste personages van het verhaal, een titellijst en een korte beschrijving van het verhaal op de achterflap.